# Cactaceae
Le Cactacee (Cactaceae Juss., 1789), comunemente chiamate cactus e, più raramente, cacti al plurale, sono una famiglia di piante succulente dell'ordine Caryophyllales che comprende circa 3 000 specie e circa 150 generi. 
Sono piante xerofite, adattate agli ambienti aridi mediante l'accumulo di acqua all'interno di tessuti succulenti.
Per lo più utilizzate come piante ornamentali, ma alcune sono anche piante da raccolto, sono piante inusuali e facilmente identificabili che sono riuscite ad adattarsi ad ambienti estremamente aridi e caldi, sviluppando diverse caratteristiche fisiologiche e anatomiche per conservare l'acqua. I loro fusti si sono adattati diventando succulenti e fotosintetici, mentre le foglie, molto spesso, sono diventate le spine, una delle caratteristiche più distintive delle piante di questa famiglia.
I cactus si presentano in forme e dimensioni molto diverse tra loro, da piccole e globose a grandi e colonnari. Il cactus più alto è  Pachycereus pringlei, con un'altezza massima registrata di 19,2 m, e il più piccolo è Blossfeldia liliputana, che raggiunge 1 cm di diametro in piena maturazione. I fiori dei cactus sono grandi rispetto al fusto e alle foglie, e tanto come le spine e i rami, nascono dalle areole. Molte specie di cactus hanno la fioritura notturna, perché vengono impollinati da insetti notturni o da piccoli animali notturni.

## Etimologia
La parola cactus greco antico κάκτος kaktos, in riferimento ad alcune specie di cardi (Cynara). Carl von Linné nel 1753 diede in modo generico il nome cactus ad un genere (che comprendeva soltanto piante appartenenti agli attuali generi Mammillaria, Melocactus e Opuntia) che in seguito venne riutilizzato per la famiglia e a sua volta suddiviso in diversi generi.

## Descrizione

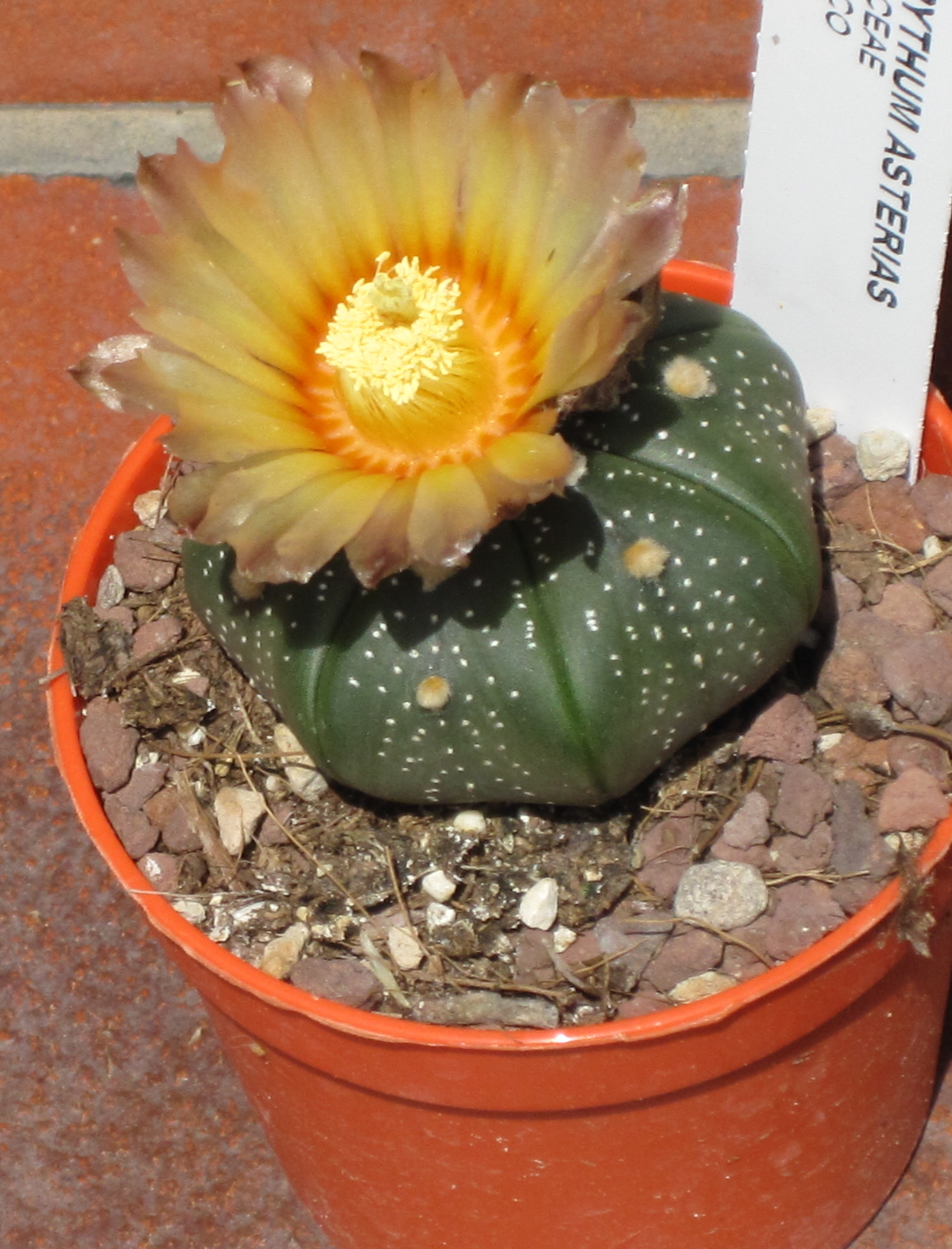
Astrophytum asterias

Le cactacee sono piante succulente. Possono assumere numerose forme geometriche: globose, colonnari, appiattite, singole e in gruppi numerosi e nella famiglia si annoverano quasi tutte le forme ecologiche di accrescimento: fanerofite, camefite, criptofite, emicriptofite, ecc. Sono tutte perenni.
Una caratteristica delle cactacee (più spesso indicate col nome generico di cactus) è quella di essere provviste di gemme latenti ricoperte di lanugine e, spesso, di foglie più o meno trasformate in spine (o glochidi). A tale organo è dato il nome di areola. I loro fiori sono generalmente bisessuali, con ovario infero e stami numerosi, tranne che nella sottofamiglia delle Pereskioideae che conserva caratteri primordiali. Alcune specie sono epifite delle foreste caducifoglie tropicali (tribù delle Rhipsalideae) o della foresta amazzonica come Pseudorhipsalis amazonica.

## Distribuzione e habitat

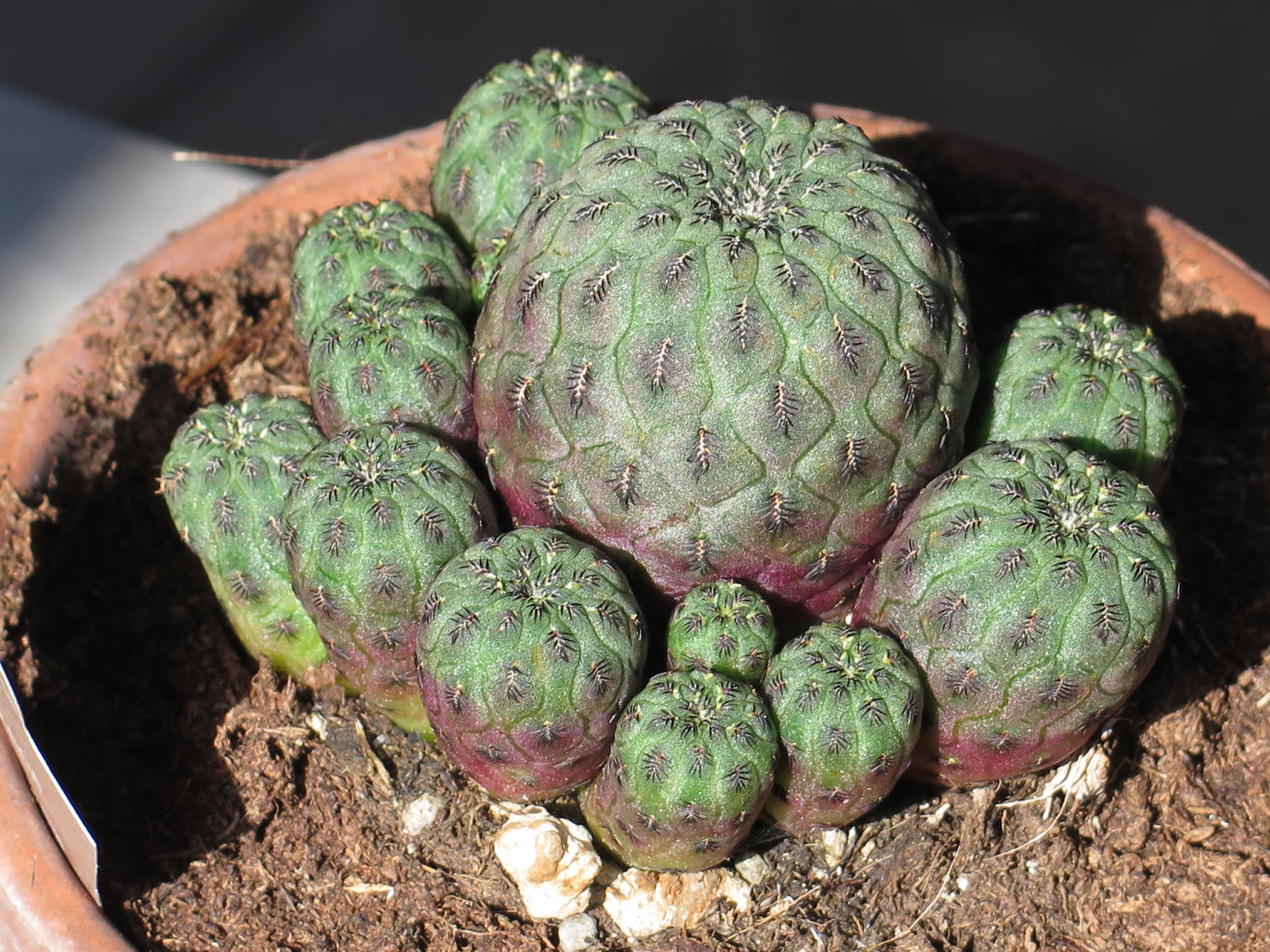
Rebutia canigueralii

La diffusione naturale di questa famiglia di piante è limitata quasi esclusivamente al nuovo mondo, dove è presente dal Canada alla Patagonia, con particolari concentrazioni nelle steppe, nelle praterie e nei semideserti persino in ambienti caldo-umidi tipici della foresta tropicale e subtropicale. Una sola specie, Rhipsalis baccifera si trova spontanea anche nell'Africa centrale, in Madagascar e nello Sri Lanka. Varie specie sono state introdotte dall'uomo, naturalizzandosi anche in Europa, Africa, Australia e Asia, in alcuni casi diventando delle vere e proprie piante infestanti.
In Italia le cactaceae sono rappresentate essenzialmente da alcune specie di Opuntia, la più importante delle quali è Opuntia ficus-indica, diffusa soprattutto in Sicilia, Toscana (soprattutto nell'arcipelago toscano) Calabria, Liguria, Puglia, Sardegna e lungo i versanti soleggiati e protetti di tutta la costa italiana.

## Tassonomia

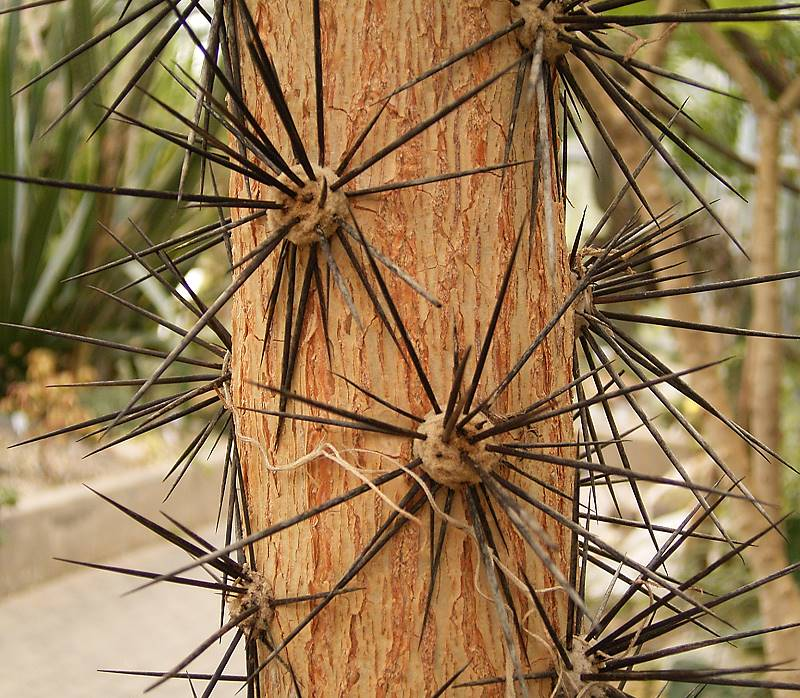
Rhodocactus grandifolius

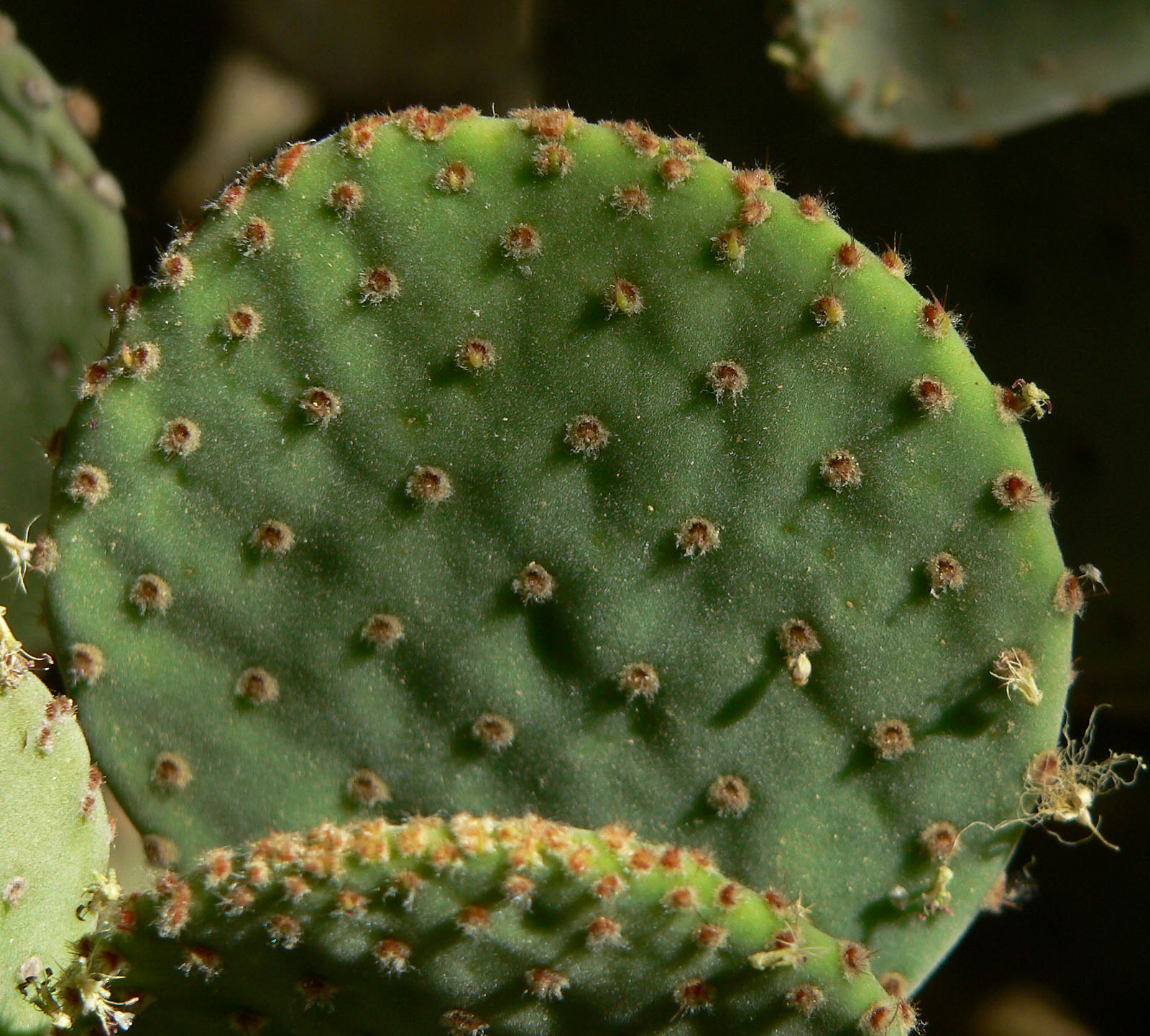
Cladodi di Opuntia rufida

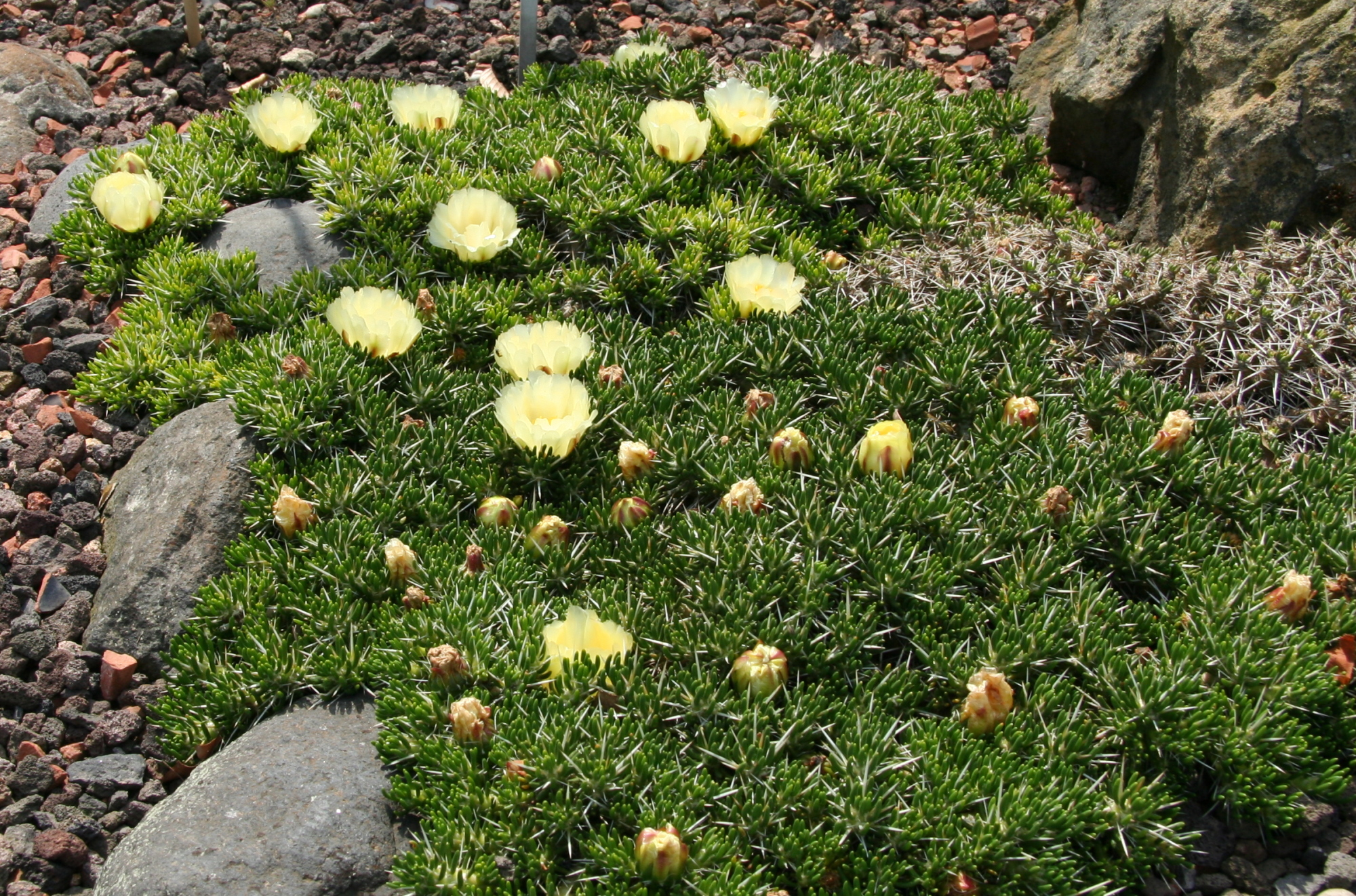
Maihuenia poeppigii

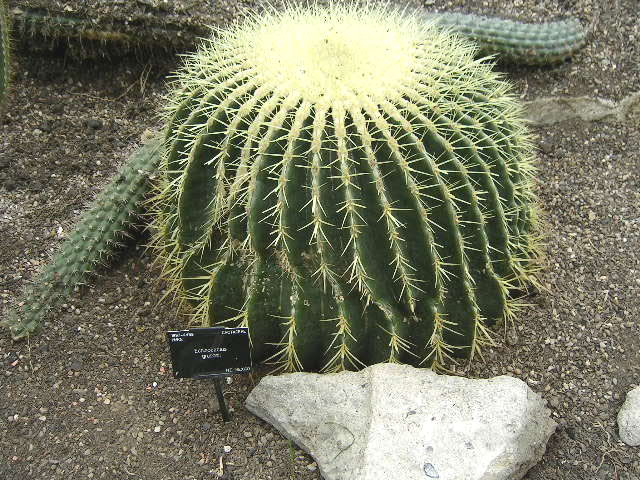
Kroenleinia grusonii

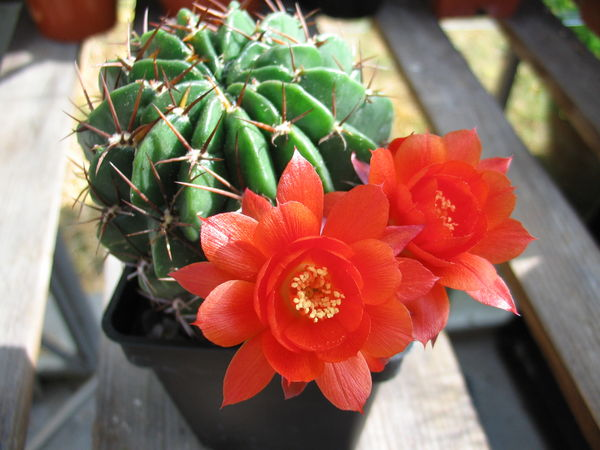
Echinopsis maximiliana

La famiglia è suddivisa in cinque sottofamiglie:

### Pereskioideae
Questa sottofamiglia comprende due generi: Pereskia e Rhodocactus, che annoverano complessivamente 9 specie. Le Pereskioideae costituiscono una sorta di passaggio tra le specie di Cactaceae più antiche, probabilmente mesofite, e quelle attuali, xerofite; presentano un fusto normalmente poco succulento, che tende a divenire legnoso con l'età, e i loro fiori sono dotati di ovario infero. Le foglie, lucenti e munite di lamine espanse, sono sprovviste delle fibre legnose e in caso di siccità si afflosciano e cadono in breve tempo, limitando lo spreco di risorse importanti.

### Leuenbergerioideae
Questa sottofamiglia comprende un solo genere (Leuenbergeria) comprendente 8 specie.

### Opuntioideae
La sottofamiglia delle Opuntioideae comprende 17 generi (Airampoa, Austrocylindropuntia, Brasiliopuntia, Consolea, Cumulopuntia, Cylindropuntia, Grusonia, Maihueniopsis, Miqueliopuntia, Opuntia, Pereskiopsis, Pterocactus, Punotia, Quiabentia, Salmonopuntia, Tacinga, Tephrocactus) a loro volta suddivisi in circa 300 specie e raggruppati recentemente in 3 tribù. Si distinguono per la presenza di spine speciali, aciculari (glochidi), per i semi dotati di un grosso arillo legnoso e per i fusti divisi in segmenti, spesso appiattiti (cladodi).

### Maihuenioideae
La sottofamiglia più ridotta: raccoglie l'unico genere Maihuenia con 2 sole specie. Le Maihuenioideae sono piante cespugliose, per lo più litofite, presentano un fusto corto e cilindrico oppure globoso, ma pur sempre di dimensioni ridotte. Le foglie sono piccole, tubolari e durevoli. I fiori sono solitari e crescono nelle parti più esterne della pianta. I piccoli frutti sono carnosi.

### Cactoideae
Quella delle Cactoideae è la sottofamiglia più vasta tra quelle delle Cactaceae. Comprende infatti tra le 1 800 e le 2 500 specie – suddivise in 121 generi raggruppati in 10 tribù: 
- Lymanbensonieae
  - Calymmanthium - Lymanbensonia
- Hylocereeae
  - Acanthocereus - Aporocactus - Disocactus - Epiphyllum - Pseudorhipsalis - Selenicereus - Weberocereus
- Cereeae
  - Cereinae
Arrojadoa – Brasilicereus – Cereus – Cipocereus – Coleocephalocereus – Lagenosocereus - Melocactus – Micranthocereus – Pilosocereus – Praecereus – Stephanocereus
  - Rebutiinae
Browningia - Gymnocalycium - Lasiocereus - Rebutia - Stetsonia - Uebelmannia
  - Trichocereinae
Acanthocalycium – Arthrocereus –  Borzicactus - Brachycereus – Chamaecereus – Cleistocactus – Denmoza – Discocactus – Echinopsis – Espostoa – Espostoopsis – Facheiroa – Haageocereus – Harrisia – Leocereus – Leucostele - Loxanthocereus - Matucana – Mila – Oreocereus – Oroya – Rauhocereus – Samaipaticereus – Trichocereus – Vatricania - Weberbauerocereus – Yungasocereus
- Blossfeldieae Crozier, 2004
  - Blossfeldia
- Copiapoeae Doweld, 2002
  - Copiapoa
- Fraileeae B.P.R.Chéron, 2016
  - Frailea
- Notocacteae
  - Eriosyce - Neowerdermannia - Parodia - Yavia
- Rhipsalideae
  - Hatiora – Lepismium – Rhipsalis – Rhipsalidopsis - Schlumbergera
- Echinocereeae Buxb., 1958
  - Armatocereus - Austrocactus - Bergerocactus - Carnegiea - Castellanosia - Cephalocereus - Corryocactus - Deamia - Echinocereus - Escontria - Eulychnia - Isolatocereus - Jasminocereus - Lemaireocereus - Leptocereus - Lophocereus - Marshallocereus - Mitrocereus - Morangaya - Myrtillocactus - Neoraimondia - Nyctocereus - Pachycereus - Peniocereus - Pfeiffera - Polaskia -  Pseudoacanthocereus - Stenocereus
- Cacteae
  - Acharagma – Ariocarpus – Astrophytum – Aztekium – Cochemiea – Coryphantha – Cumarinia - Echinocactus – Epithelantha – Escobaria – Ferocactus – Geohintonia – Kadenicarpus - Kroenleinia - Leuchtenbergia – Lophophora – Mammillaria – Neolloydia – Obregonia –  Pediocactus – Pelecyphora – Sclerocactus – Stenocactus – Strombocactus – Thelocactus – Turbinicarpus

## Usi

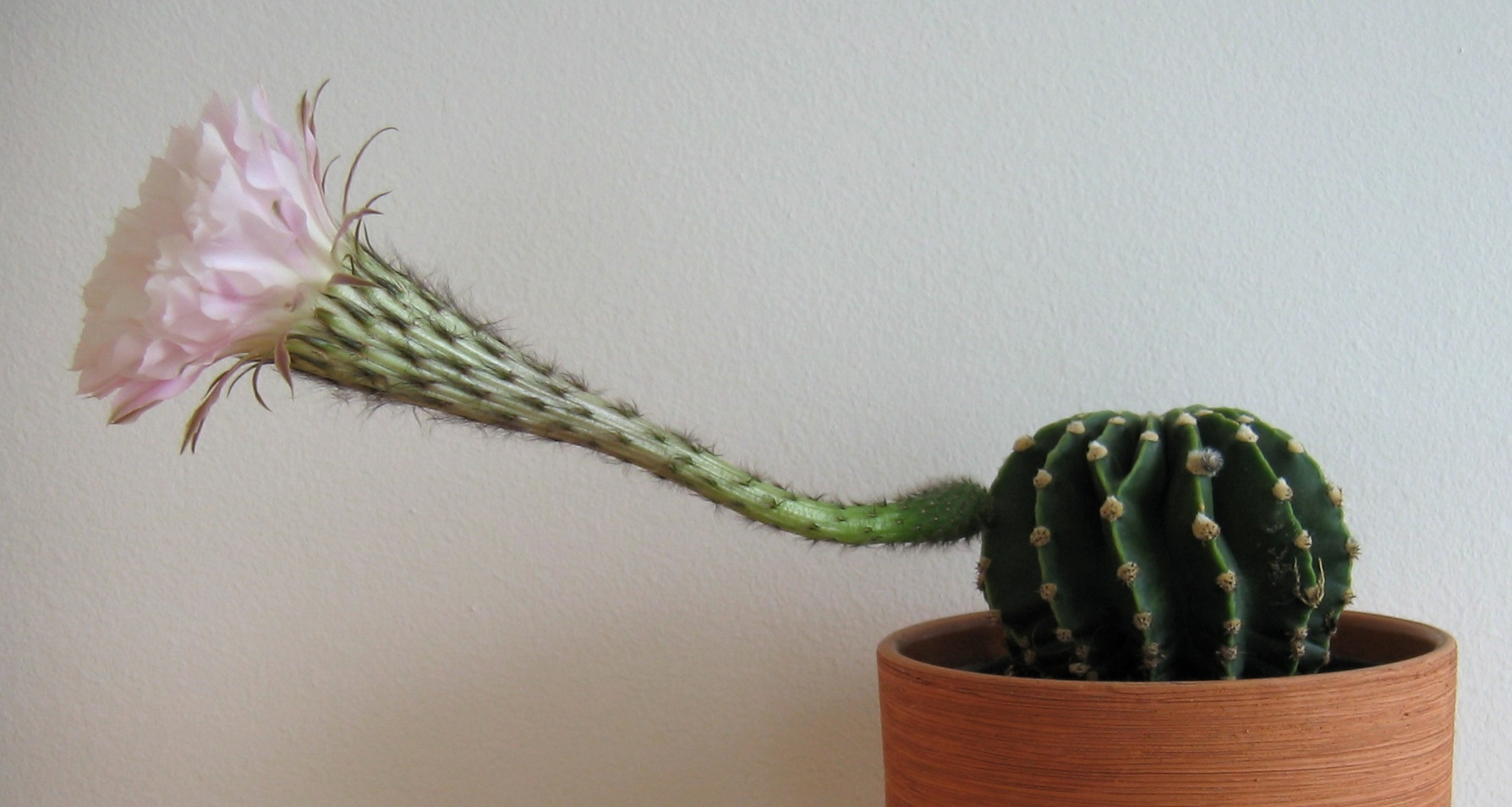
Echinopsis in fiore.

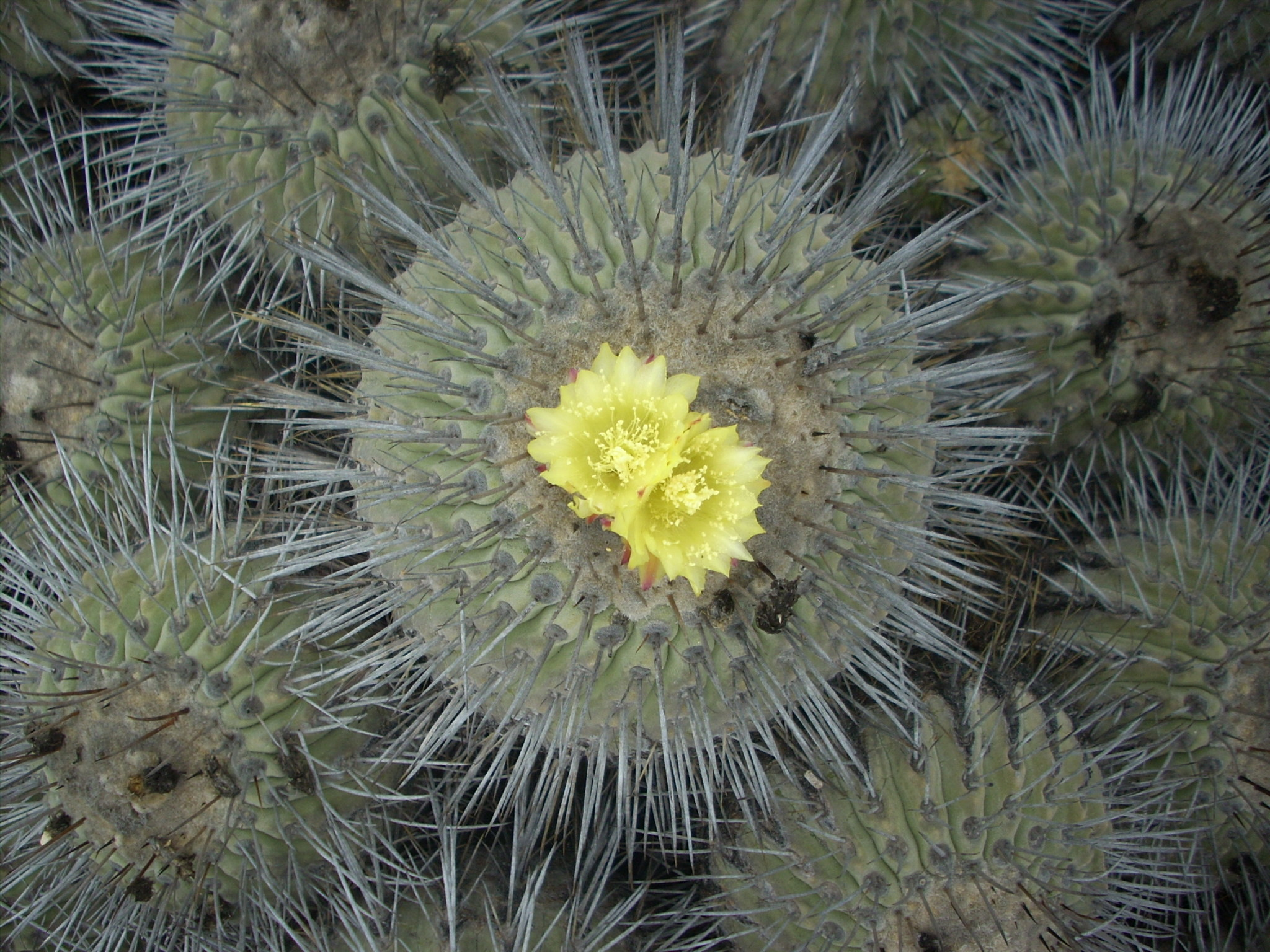
Cactacea del Cile con fiore giallo

La maggior parte delle piante di questa famiglia viene coltivata per scopo ornamentale.
I frutti di molte di queste piante sono commestibili e sono dunque utilizzate nelle zone d'origine a scopo alimentare.
Il fico d'india è il frutto dell'Opuntia ficus-indica originaria del Messico ma diffusa ormai in tutti i paesi a clima mite compresa l'Italia, che vanta delle ottime produzioni in Sicilia. Di origine boliviana è il pitaya conosciuto anche come Dragon Fruit, frutto commestibile di Hylocereus undatus, coltivato estensivamente anche nell'Asia tropicale.
Alcuni Cactus colonnari sono utilizzati in Argentina per costituire siepi e recinzioni (corral). 
Mentre nei paesi andini si usano varie specie arborescenti per la produzione di legname leggero, usato nella fabbricazione di piccoli manufatti e mobilio.

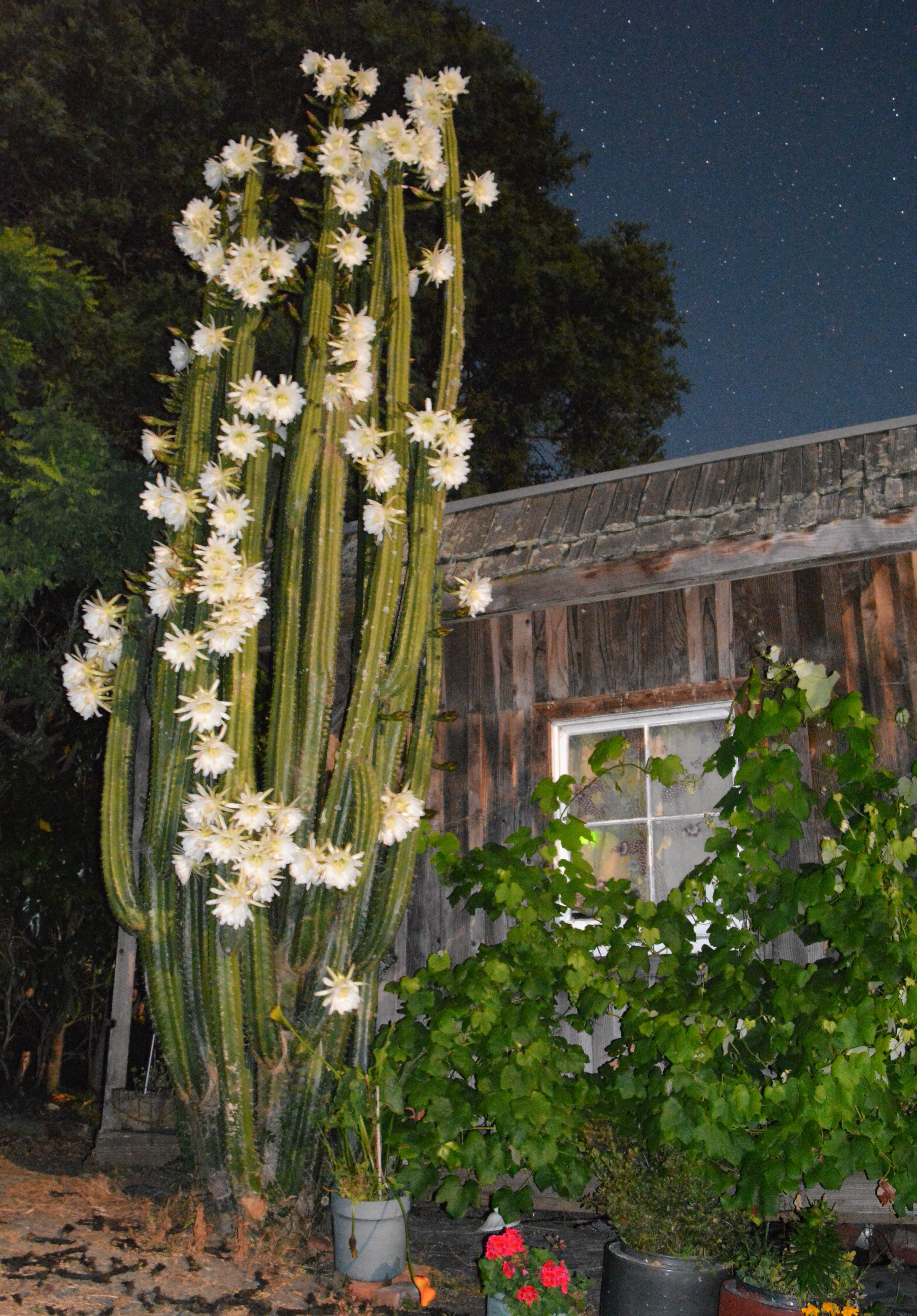
Trichocereus pachanoi

La Lophophora williamsii, è la maggiore rappresentante dei cacti allucinogeni o peyote, ed usata durante rituali nella Chiesa nativa americana, altre cactacee allucinogene appartengono al genere Pelecyphora e Trichocereus (San Pedro cactus). L'uso tradizionale del San Pedro cactus, che contiene mescalina, è Patrimonio Culturale della Nazione in Perù.
L'assunzione e la detenzione di piante appartenenti alle specie allucinogene è perseguibile dalla legge.

## Coltivazione

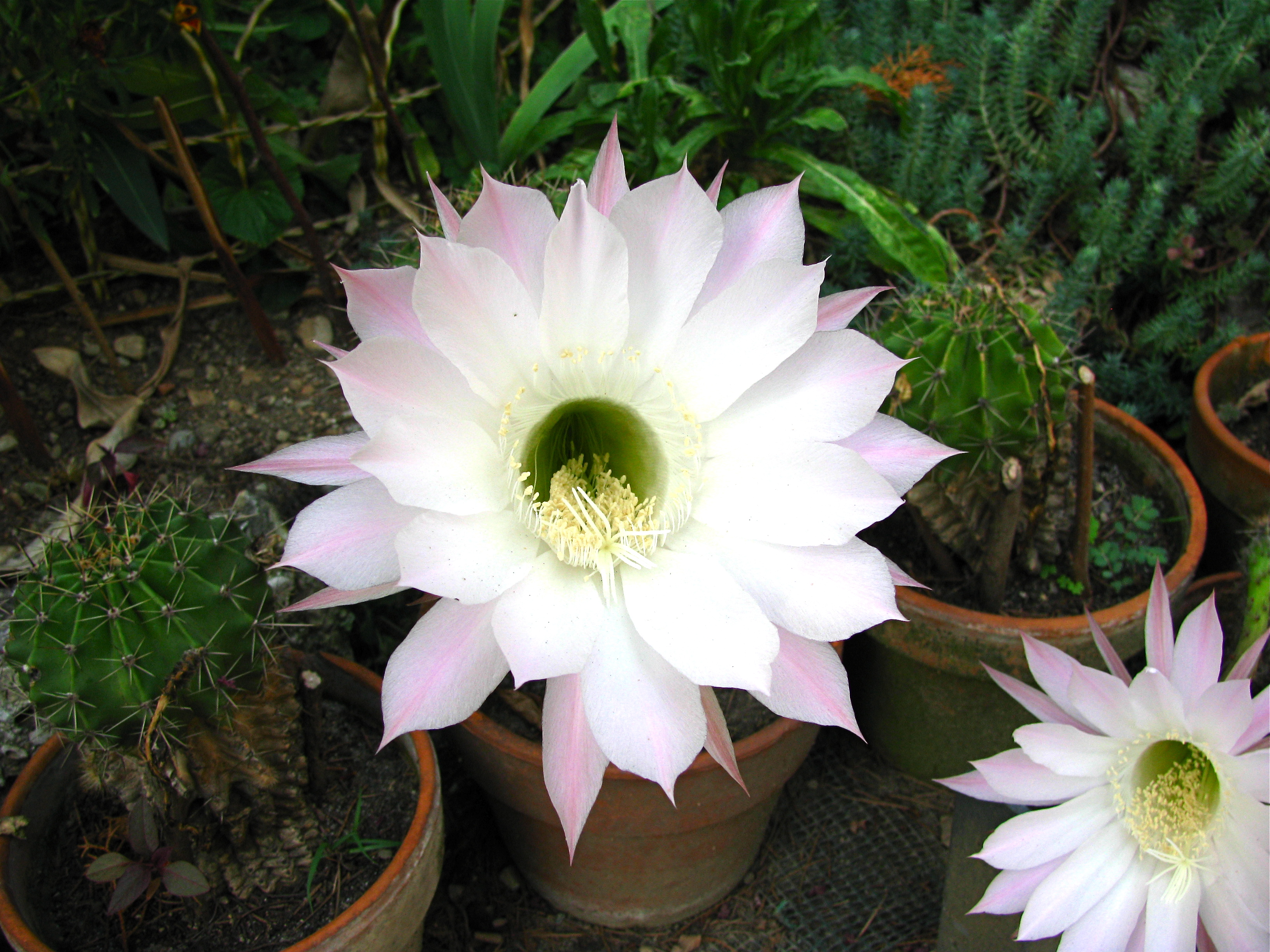
Cactus fiorito.

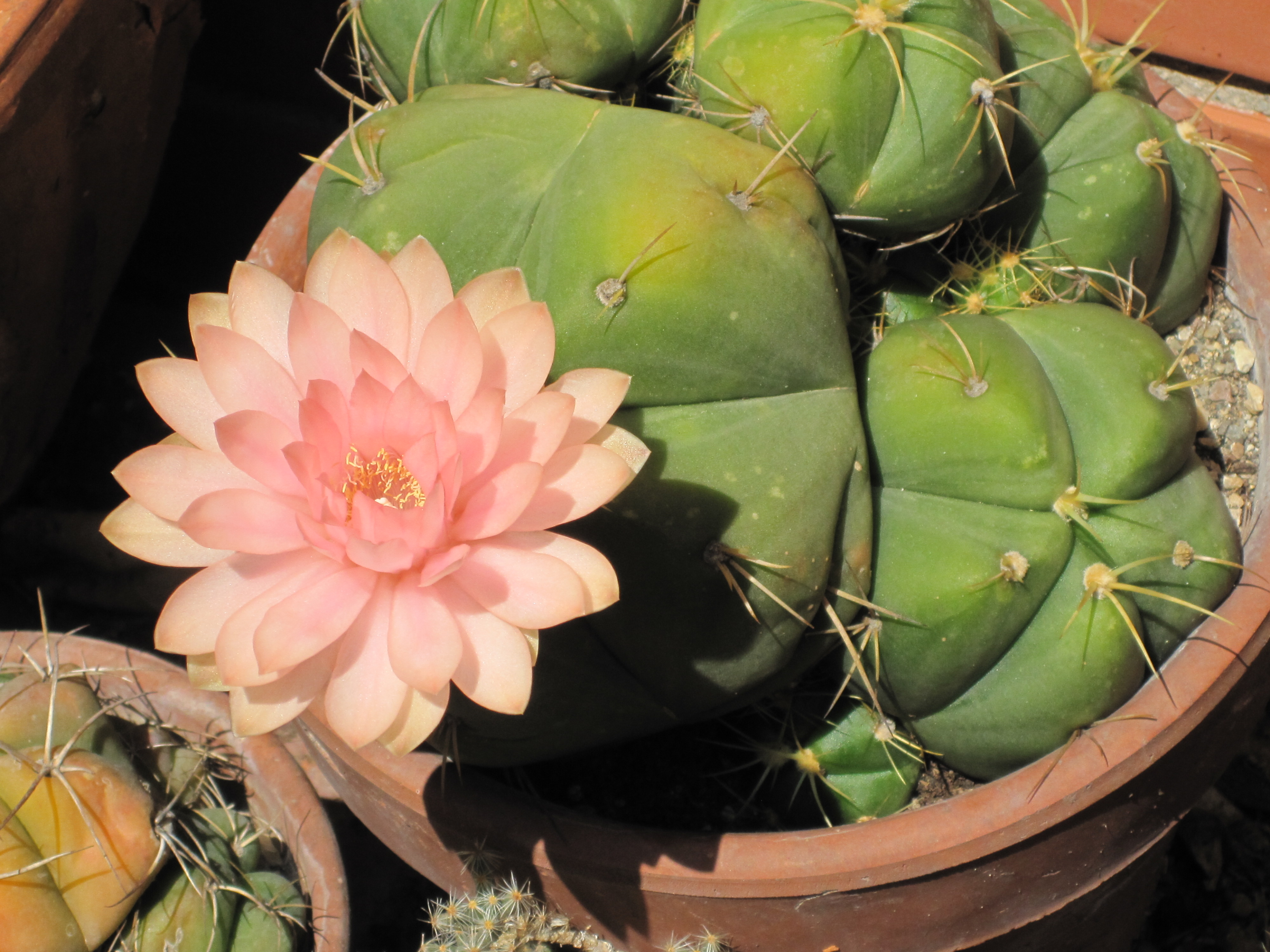
Gymnocalycium horstii

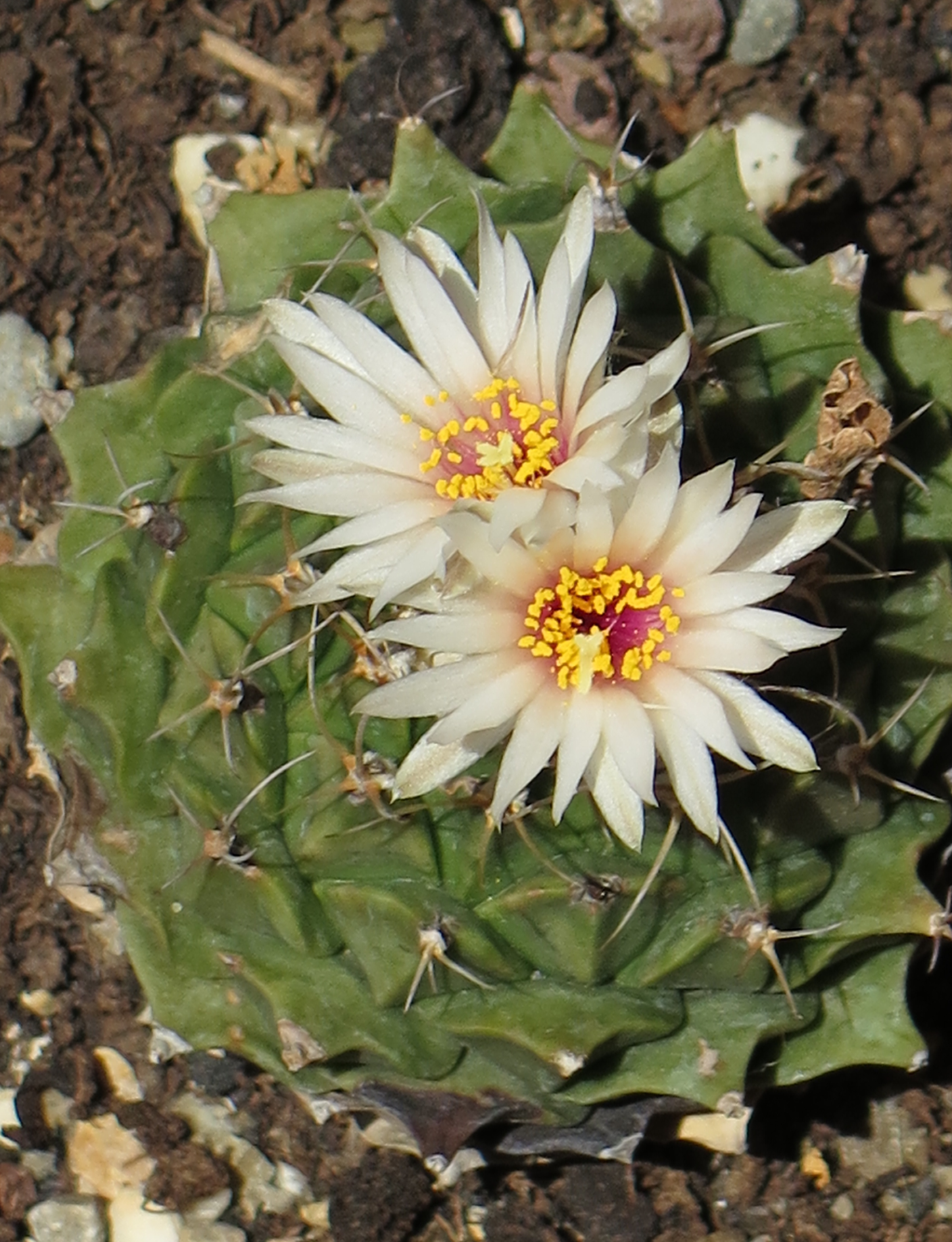
Obregonia denegrii

In generale i cactus prediligono terreni sciolti, aerati e leggeri. Le specie forestali (Epiphyllum, Hylocereus, Aporocactus, Schlumbergera, Zygocactus) amano terricci a prevalenza organica, mentre le altre specie gradiscono una componente dominante di natura minerale (60/80%), ad es. lava (lapillo) e pomice e non gradiscono assolutamente terreni troppi ricchi di organico. Le specie native dei deserti di altopiano messicano rispondono bene all'impiego di marna naturale sminuzzata.
Il ciclo vitale dominante è la crescita estiva e la stasi vegetativa invernale, quando le piante non vanno sollecitate a crescere mediante il mantenimento in condizioni di totale siccità e temperature fresche (10 °C). Alcune specie sono assai rustiche e resistono a −15 °C (ad es. Tephrocactus), altre dimostrano sofferenza a temperature inferiori ai 15 °C (ad es. Melocactus).